# Salario base y complementos salariales
El salario base y los complementos salariales son la composición del salario en España. Se determina su estructura a través de la negociación colectiva, o en su defecto, el contrato individual.

## Salario base
Retribución fijada por unidad de tiempo o de obra. Se determinará el salario base por la cantidad fija abonada al trabajador por unidad de tiempo (día, semana, mes) correspondiente al grupo profesional, y según especifique el convenio colectivo aplicable o el contrato de trabajo individual.
El salario base será distinto del salario mínimo interprofesional (SMI). En el caso de que a un trabajador no se le aplique un convenio colectivo, o en su contrato no se indique su retribución, el salario mínimo se considerará por la cifra de su salario base. La negociación colectiva, o en su defecto, el contrato individual tendrá que fijar el salario base anteriormente citado.

## Complementos salariales
Los complementos salariales vendrán establecidos por la negociación colectiva o, en su defecto, por el contrato individual, en función de circunstancias relativas a las condiciones personales del trabajador, al trabajo realizado o a la situación y resultados de la empresa.
Su variedad es extrema y su regulación ha de buscarse dispersa y variada en las normas sectoriales, con alguna aislada en el Estatuto de los Trabajadores (ET) y en prácticas de la empresa.
Los complementos salariales pueden ser fijados “en función de circunstancias personales” (complementos personales), “al trabajo realizado y resultados de la empresa” (complementos de puestos de trabajo o por cantidad y calidad). Los complementos deben ser casuales y su creación es plenamente voluntaria por las partes.

### Tipos de complementos salariales

#### Complementos personales: Antigüedad, idiomas, conocimientos especiales
Complementos personales aquellos creados por la negociación colectiva o el contrato que derivan condiciones personales del trabajador y no fueron tenidos en cuenta al establecer el salario base. Los más habituales son el de antigüedad, el de idiomas y conocimientos especiales.
- Premios o pluses de antigüedad de servicios es un complemento que se abona en razón de los años de servicio a una misma empresa. En relación con esta materia, el convenio colectivo fija dos partes distintas para el cálculo de dichos complementos, la primera parte usa distintos tramos temporales (bien sean: bienios, trienios o quinquenios, como casos más frecuentes) que empiezan a contar desde el nacimiento del derecho a dicho complemento de antigüedad.

En relación con esos tramos temporales, aunque hemos mencionado los más comunes; también existen otros e incluso la combinación de distintos de ellos. En segundo lugar se fijará para cada uno de los tramos temporales un porcentaje a aplicar sobre el salario base, o sobre una cantidad distinta (SMI), “aunque en otros casos se establecen cantidades alzadas para cada tramo”.
La antigüedad se computa según los mismos criterios para todos los trabajadores cualquiera que sea su modalidad de contratación. Si se han sucedido varios contratos continuados, la antigüedad se computa desde el comienzo del primero de ellos.
Al mismo tiempo también se incluirá en antigüedad dentro de la empresa, la duración de los contratos para la formación, y en prácticas, cuando el trabajador se incorpore a la empresa nada más finalizar dichos contratos. Igualmente se computará como antigüedad el periodo de prueba, siempre y cuando no se haya producido un desistimiento por las partes, y el tiempo que un trabajador se encuentre en situación de excedencia forzosa.
- Idiomas o conocimientos especiales características propias del trabajador, éstos conocimientos puede necesitarlos la empresa en uno o varios puestos de trabajo y no en otros: “cuando se pasa de un puesto de trabajo a otro de forma voluntaria, se perderá el derecho a percibir tal tipo de complementos personales”.

#### Complementos de puesto de trabajo y por calidad o cantidad de trabajo
Complementos de puestos de trabajo, por calidad o cantidad de trabajo percepciones que el trabajador recibe en función de las características del puesto de trabajo, tales como periodicidad, toxicidad, peligrosidad, suciedad, máquinas, vuelo, navegación, embarque, turnos, trabajo nocturno, es decir, desempeñar puesto de trabajo con unas características de exigencia o mayor dureza que las del trabajo normal.
La calificación del puesto de trabajo como penoso, tóxico o peligroso debemos de prestar atención a lo establecido en el convenio colectivo o contrato individual, o bien, a lo determinado por el empresario mientras no sea contrario judicialmente.
Los complementos por calidad y cantidad aquellos que el trabajador percibe por razón de una mejor calidad o cantidad de trabajo, requiere de un estudio minucioso de las tareas desempeñadas por el trabajador.
Podemos distinguir diferentes tipos: primas, turnos, asiduidad o puntualidad, pluses de disponibilidad, residencia.
- Pluses de turno para quien acepte trabajar con horarios variables o distintos al suyo.
- Pluses por asiduidad o puntualidad asistencia continuada al trabajo, durante periodos más o menos largos de tiempo sin faltas de distinto tipo.
- Pluses de disponibilidad quien deba estar en constante localización,  para en caso de urgencia incorporarse al trabajo de forma inmediata.
- Pluses de residencia por la prestación de trabajo en un lugar determinado, por ejemplo, Baleares, Canarias, Ceuta y Melilla o en el extranjero.

#### Complementos en especie
Se trata de remuneraciones en especie las que percibe el trabajador con prestaciones distintas al dinero: manutención, alojamiento, coche, vivienda, etc.

#### Situación y resultados de la empresa
En estos complementos se incluirá los diversos sistemas de participación en beneficios (cuando los hubiera). Siempre que estén relacionados con la situación y resultados de la empresa. La finalidad fundamental de estos complementos, no es otra que la de interesar a los trabajadores en la marcha económica de la empresa en la que trabajan.
La negociación colectiva tiene amplia libertad para determinar los criterios, según los cuales pueden calcularse dichos complementos si se establecen.

## Consolidación o no de los complementos salariales
Se pactará el carácter consolidable o no de dichos complementos salariales. Es decir, a la posibilidad o no de mantener dichos complementos salariales en el momento de cambiar las condiciones con las cuales se concedió el complemento salarial en concreto. Para determinar si un complemento salarial es consolidable o no, tendremos que ver lo que se haya pactado en la negociación colectiva o en el contrato individual. La propia negociación colectiva, en el momento de pactar un determinado plus, establecerá también si este plus se mantendrá en caso de cambio de las condiciones.
No tienen el carácter de consolidables, salvo acuerdo contrario, los que estén vinculados al puesto de trabajo o a la situación y resultados de la empresa. Sobre el resto de complementos el ET no ha previsto nada, por tanto tendremos que extraer que sí serán consolidables los complementos personales y los complementos vinculados al trabajo realizado, al tratarse de características propias del trabajador.

## Gratificaciones extraordinarias
Las gratificaciones extraordinarias o pagas extra“se han concebido como forma de conmemorar determinadas efemérides” proporcionando al empleado unos ingresos suplementarios o superiores a los habituales. El trabajador tendrá derecho a dos pagas extras (no siendo una obligación pudiendo mejorarse por pacto individual, convenio colectivo, concesión unilateral del empresario), una de ellas con ocasión de las fiestas de Navidad (o incluso comienzo del verano) y la otra en el mes que se fije por convenio colectivo, o por acuerdo entre el empresario y los representantes legales de los trabajadores.
La cuantía de estas gratificaciones extraordinarias se fijará en el convenio colectivo. Podrá acordarse en convenio colectivo que las gratificaciones extraordinarias se prorrateen en las doce mensualidades. Si el contrato se extinguiera, el trabajador tiene derecho a percibir la parte proporcional del tiempo trabajado en el cómputo anual de gratificacion.

### Real Decreto-ley 20/2012, de 13 de julio - RCL\2012\976. Supresión de las pagas extraordinarias a los funcionarios en 2012
Se suprimió durante el año 2012 la paga extraordinaria del mes de diciembre y la paga adicional de complemento específico o pagas adicionales equivalentes del mes de diciembre para el personal al servicio de la Administración Pública (tanto personal funcionario, laboral, personal laboral de alta dirección, al personal con contrato mercantil y al no acogido a convenio colectivo que no tenga la consideración de alto cargos).
Esta medida se llevó a cabo con el fin de cumplir, con el objetivo establecidos en la Ley Orgánica 2/2012 (RCL 2012, 607), de Estabilidad Presupuestaria y Sostenibilidad Financiera y en los términos y con el alcance que se determine en las correspondientes leyes de presupuestos.

### Devolución de las pagas extraordinarias de 2012 a los funcionarios
Durante el 2015 los funcionarios han ido recuperando parte de la paga extraordinaria que se les suprimió en 2012. En enero se le abonó el 25% de la misma, y durante este mes de octubre otro 26,2%. El 50% restante quedará pendiente para el año 2016.

## Gratificaciones voluntarias
El empresario puede tomar la decisión unilateral,“fundada en su propia discrecionalidad y poder de organización” de abonar unas cantidades que, retribuyendo el trabajo, tenga la consideración de gratificantes voluntarias o según lo establecido en el convenio colectivo. Tendrá total libertad para establecer tanto la cuantía como las condiciones de abono. El empresario podrá válidamente catalogar la percepción como gratificaciones voluntarias.